# La hora del recreo (suplemento de Levante)
La hora del recreo fue un suplemento infantil publicado por el diario Levante entre 1953 y 1963. Su director artístico era Vicente Ramos.

## Trayectoria
El primer número apareció el 4 de enero de 1953.
Tuvo un gran éxito, doblando las ventas del periódico cuando aparecía y siendo adquirido por otros 14 diarios de la red de periódicos del Movimiento Nacional.

## Contenido
| Años | Números | Título                                       | Autoría                                     | Procedencia |
| ---- | ------- | -------------------------------------------- | ------------------------------------------- | ----------- |
| 1953 | 1       | Gummo                                        | A. Figueras                                 |             |
| 1953 | 1       | Filiberto y su perro                         | Conti                                       |             |
| 1953 |         | Viking, hijo del mar                         | José Grau                                   |             |
| 1953 |         | Chispa                                       | Vicente Ramos                               |             |
| 1953 |         | Sally                                        | José Grau                                   |             |
| 1953 |         | Haciendo el indio                            | Francisco Ibáñez                            |             |
| 1954 |         | Gaspar                                       | Sanchis                                     |             |
| 1954 |         | Aventuras de Colilla y su pato Banderilla    | Vicente Ramos, José Morante, Enrique Cerdán |             |
| 1955 |         | El profesor Melonera, sabio de mucha mollera | Antonio Ramón                               |             |

## Valoración
Para el teórico Pedro Porcel Torrens tenía una calidad superior a sus coetáneas, lo que sumado al mantenimiento de unos mismos personajes, explica su perdurabilidad.